# François-Frédéric Lemot

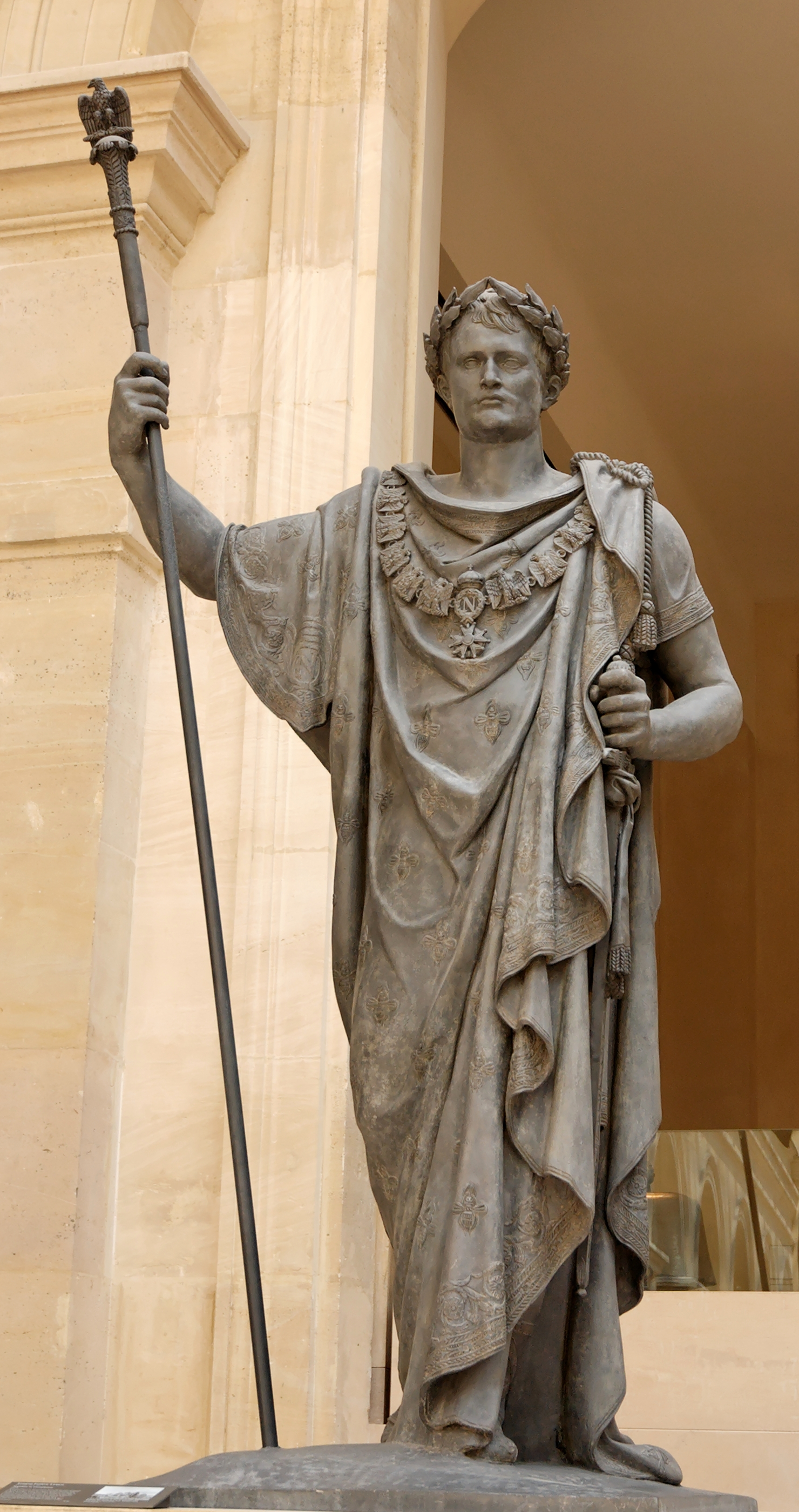
Napoleon als Imperator

François-Frédéric Lemot (* 4. November 1772 in Lyon, Département Rhône; † 6. Mai 1827 in Paris) war ein französischer Bildhauer.

## Leben und Werk
Lemot bekam seinen ersten künstlerischen Unterricht an der École regionale des beaux-arts (EBA) von Besançon (Département Doubs). Später ging er nach Paris und wurde dort Schüler Claude Dejoux (1732–1816). Durch die Vermittlung von Dejoux wurde ihm durch König Ludwig XVI. ein Stipendium für eine Studienreise (1790–1793) nach Rom (Académie de France à Rome) gewährt.
Während der französischen Revolution kämpfte Lemot unter General Charles Pichegru und lebte dann lange Zeit in Italien und Frankreich in drückenden Verhältnissen, bis er 1795 den Auftrag erhielt, eine Kolossalstatue des französischen Volkes zu errichten, ein Auftrag der nie ausgeführt wurde.
Später fertigte Lemot für verschiedene öffentliche Sitzungssäle die Statuen des Numa Pompilius, Ciceros, des Leonidas, des Brutus und Lykurg. An der Vorderseite der Rednertribüne im Saal der Assembleé Nationale im Palais Bourbon befinden sich noch heute zwei Reliefs mit Marmor-Darstellungen der L'Histoire (der Geschichte) und La Renommée (Das Ansehen, der Ruhm, die Fama).
Für Napoléon Bonaparte entstand die Marmorstatue einer Bacchantin, der 4 Wagen und die Figuren des Siegs und des Friedens für den Triumphbogen am Place du Carrousel. 1810 fertigte er für die Kolonnade des Louvre das 22 m lange und 5 m hohe Relief, welches ihm den großen Dezennalpreis eintrug.
Nach der Restauration fertigte Lemot die Reiterstatue Heinrichs IV. für den Pont Neuf in Paris und die Ludwigs XVI. für die Place Bellecour in Lyon. Nach Aufstellung dieses Werks wurde er zum Chevalier der Ehrenlegion ernannt.
Reiner, strenger Geschmack, gute Erfindung und sorgfältige Ausführung zeichnen seine Werke aus.
Lemot war der Lehrer des Bildhauers Louis-Marie-Charles Mercier Dupaty (1771–1825).

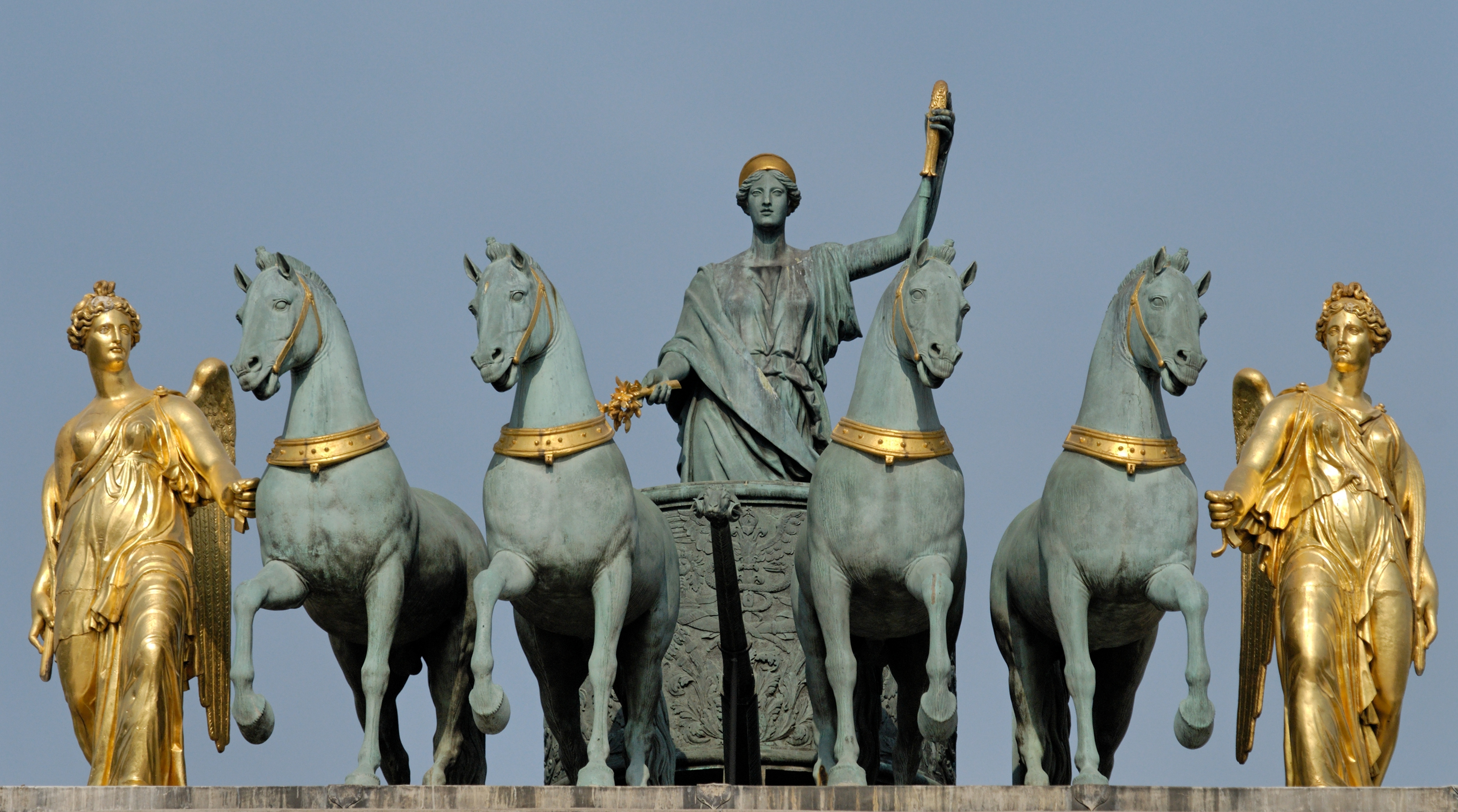
Triumphbogen
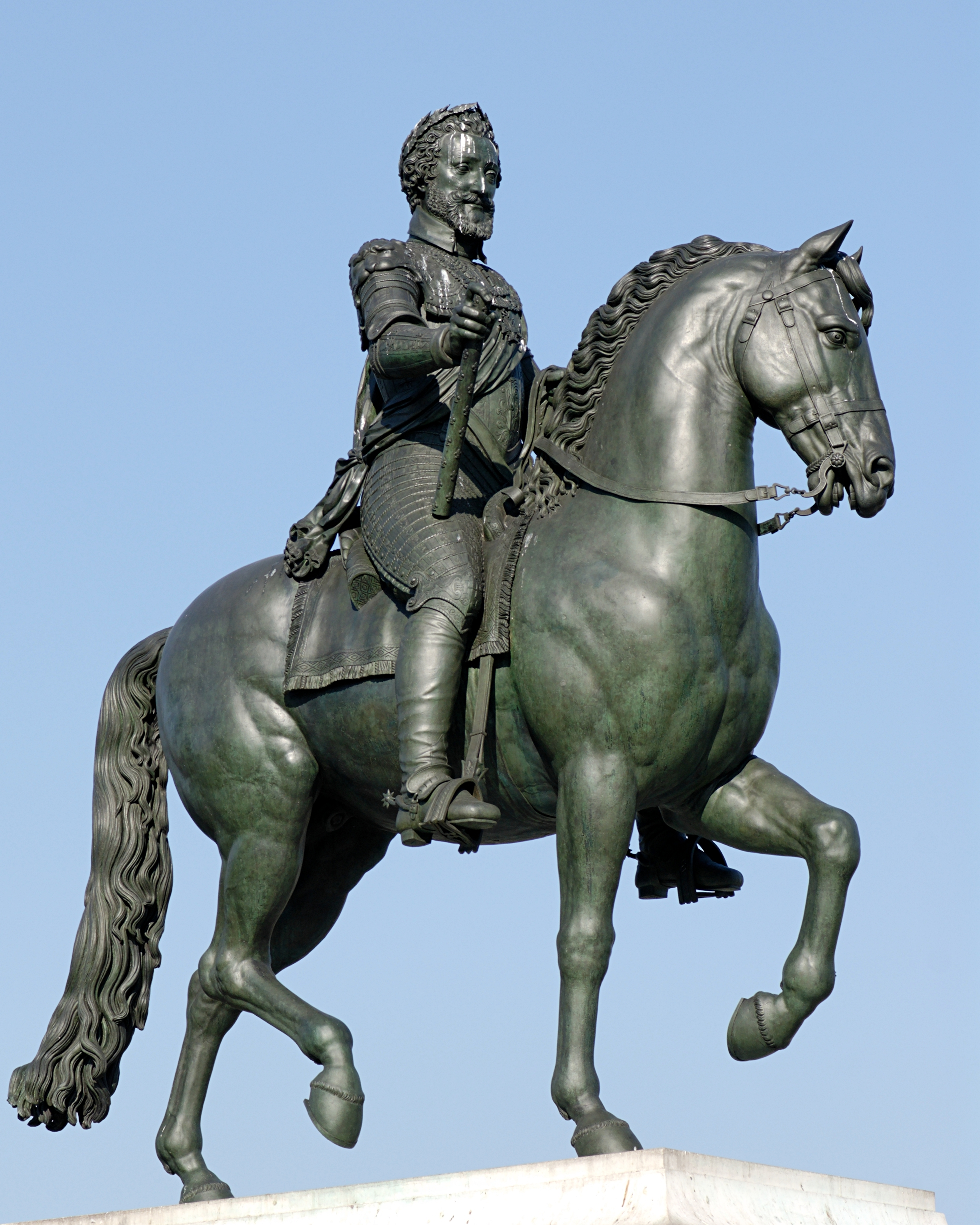
Henri IV. Am Pont Neuf
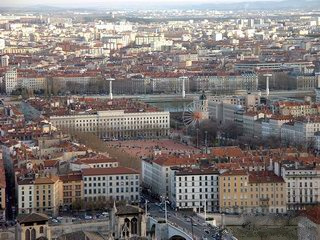
Place Bellecour in Lyon
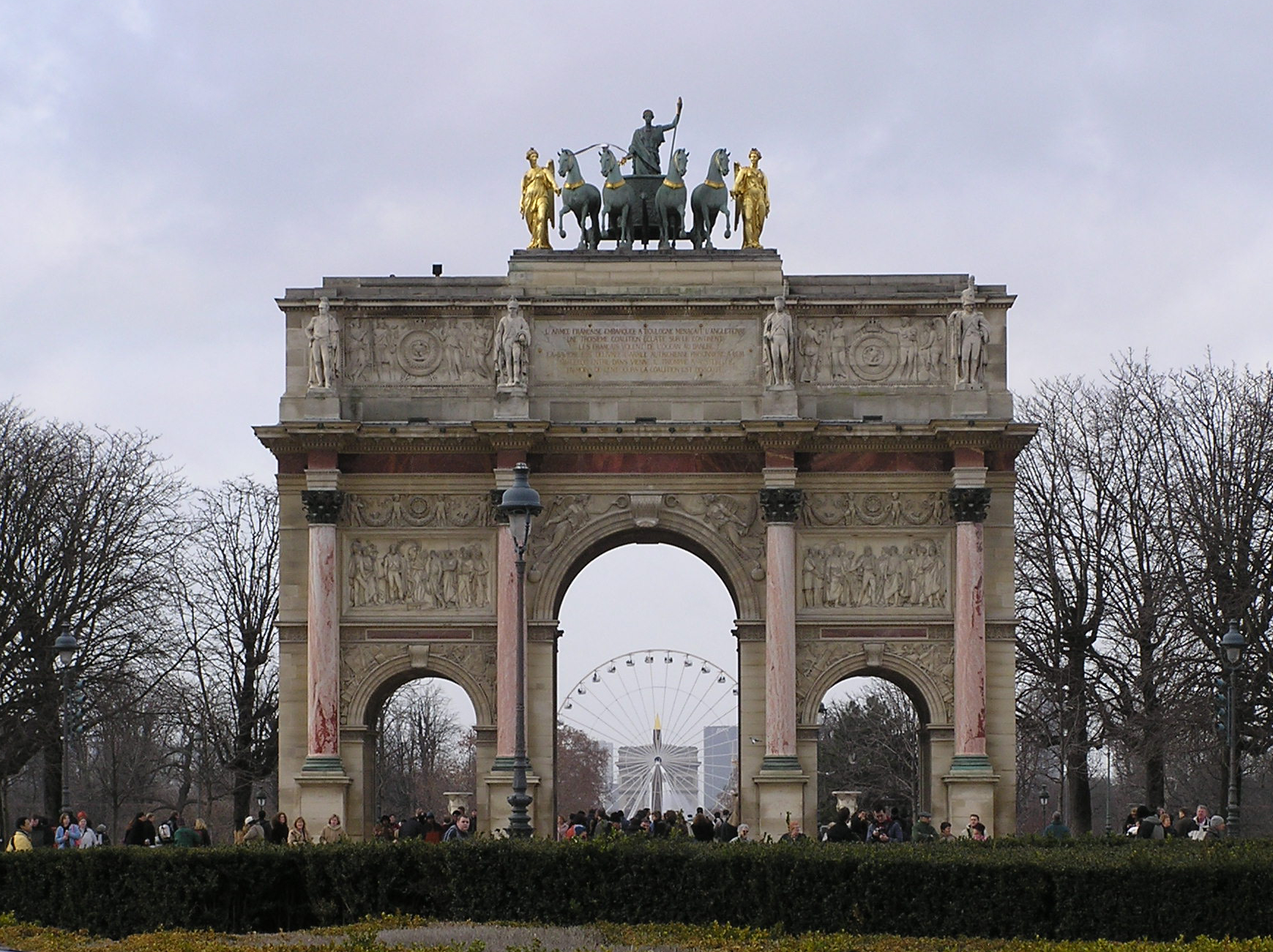
Triumphbogen am Karussellplatz